# Rio Buda (Horoiata)
O Rio Buda é um rio da Romênia afluente do Rio Horoiata, localizado no distrito de Vaslui.